# Giovanni Federico (Historiker)
Giovanni Federico (* 30. Dezember 1954 in Pistoia) ist ein italienischer Wirtschaftshistoriker. Er ist Professor an der Universität Pisa und Fellow am Europäischen Hochschulinstitut (EUI).

## Leben
Federico studierte bis 1980 an der Universität Pisa und der Scuola Normale Superiore di Pisa. Danach war er Fellow an der Scuola Normale (1981–1983) und an der Universität Pisa (1983–2002). Seit 2002 ist er (beurlaubter) Professor für Wirtschaftsgeschichte an der Universität Pisa. Von 2002 bis 2010 war er Professor für Wirtschaftsgeschichte am EUI, seitdem ist er dort Fellow. Gastpositionen hatte er 1989–1990 am EUI, 1994–1995 am Institute of Historical Research und 1999–2000 an der UCLA.

## Bücher (Auswahl)
- An economic history of silk industry 1830-1930. Cambridge University Press, 1997. ISBN 0-521-58198-2. Neuauflage 2009, ISBN 0-521-10526-9.
- The Growth of the Italian Economy, 1820-1960 (mit Jon Cohen). Cambridge University Press, 2001. ISBN 0-521-66150-1.
- Feeding the World: An Economic History of Agriculture, 1800-2000. Princeton University Press, 2005. ISBN 0-691-12051-X.